# Distretto di Qingbaijiang
Il distretto di Qingbaijiang (青白江区S, Qīngbáijiāng QūP) è un distretto della Cina, situato nella provincia di Sichuan e amministrato dalla città sub-provinciale di Chengdu.